# BorWin Gamma

Lage von BorWin gamma innerhalb der Windparks in der Deutschen Bucht

BorWin gamma ist eine Offshore-Plattform in der deutschen Ausschließlichen Wirtschaftszone in der Nordsee, die als Stromrichterstation zur Hochspannungs-Gleichstrom-Übertragung (HGÜ) „BorWin 3“ dient.

## Standort
Die Konverterplattform BorWin gamma steht 90 Kilometer nördlich der Insel Borkum an der südlichen Ecke des Offshore-Windparks Hohe See (EnBW Hohe See).

## Geschichte
Der Netzbetreiber TenneT TSO hatte im Dezember 2010 Bau und Betrieb dieser Konverter-Plattform beim zuständigen Bundesamt für Seeschifffahrt und Hydrographie (BSH) zusammen mit der HGÜ BorWin 3 beantragt. Die Genehmigung erfolgte am 29. Juni 2017. Im Oktober 2018 wurde die Plattform aufgestellt. Der Testbetrieb begann im August 2019. Seit Februar 2020 ist BorWin gamma „offiziell“ am Netz.

## HGÜ-Konverter-Plattform BorWin gamma
Die elektrischen Anlagen auf der Offshore-Plattform BorWin gamma wandeln den Drehstrom der Offshore-Windparks „Hohe See“ mit 500 MW und „Global Tech I“ mit 400 MW vor der Weiterleitung an Land in Gleichstrom.
Den Auftrag zum Bau der Plattform erhielt der Werftbetrieb Drydocks World in Dubai vom Hersteller-Konsortium Petrofac und Siemens. Die elektrische Ausrüstung erfolgt durch Siemens.

## Hintergrund
Die Anlagen auf HGÜ-Konverterplattformen arbeiten in dieser rauen Umgebung mit Reinraumtechnik. Die auf einer Werft hergestellten Aufbauten wurden als sogenannte „Top side“ auf die im Meer errichteten Fundamente montiert. Sie befinden sich rund 20 bis 25 Meter über der Wasseroberfläche.
Das Gesamtsystem besteht aus den Umspannplattformen der einzelnen Windparks, den Kabelverbindungen von diesen Umspannplattformen zur HGÜ-Konverter-Plattform, den Anlagen auf dieser Plattform zur Wandlung des Drehstromes in Gleichstrom, dem Gleichstrom-Seekabel und einer Konverterstation an Land.
Mit der 600-kV-Gleichstrom-Leitung (BorWin 3) wird BorWin gamma mit der neuen landseitigen Konverterstation Emden-Ost verbunden. Hier wird der Gleichstrom wieder in Drehstrom gewandelt und über eine Schaltanlage in das 380-kV-Übertragungsnetz der TenneT TSO eingespeist werden.